# Randkluft
Um randkluft é uma fissura que separa uma geleira em movimento de sua parede rochosa, é formado quando o gelo recua da encosta de uma montanha ou se separa do gelo estacionário, formando um espaço entre a geleira ou campo de neve da face rochosa adjacente nas costas do anfiteatro ou, mais imprecisamente, entre a face rochosa e a beira de geleira. É formado pelo derretimento do gelo contra a rocha mais quente e pode ser muito profundo. Durante o verão portanto, um randkluft se tornará mais largo e deste modo mais difícil para alpinistas o superarem. Randklufts são encontrados frequentemente em geleiras situadas relativamente em posição baixa tais como os Blaueis nos Alpes Berchtesgaden ou a Höllentalferner em Wetterstein.

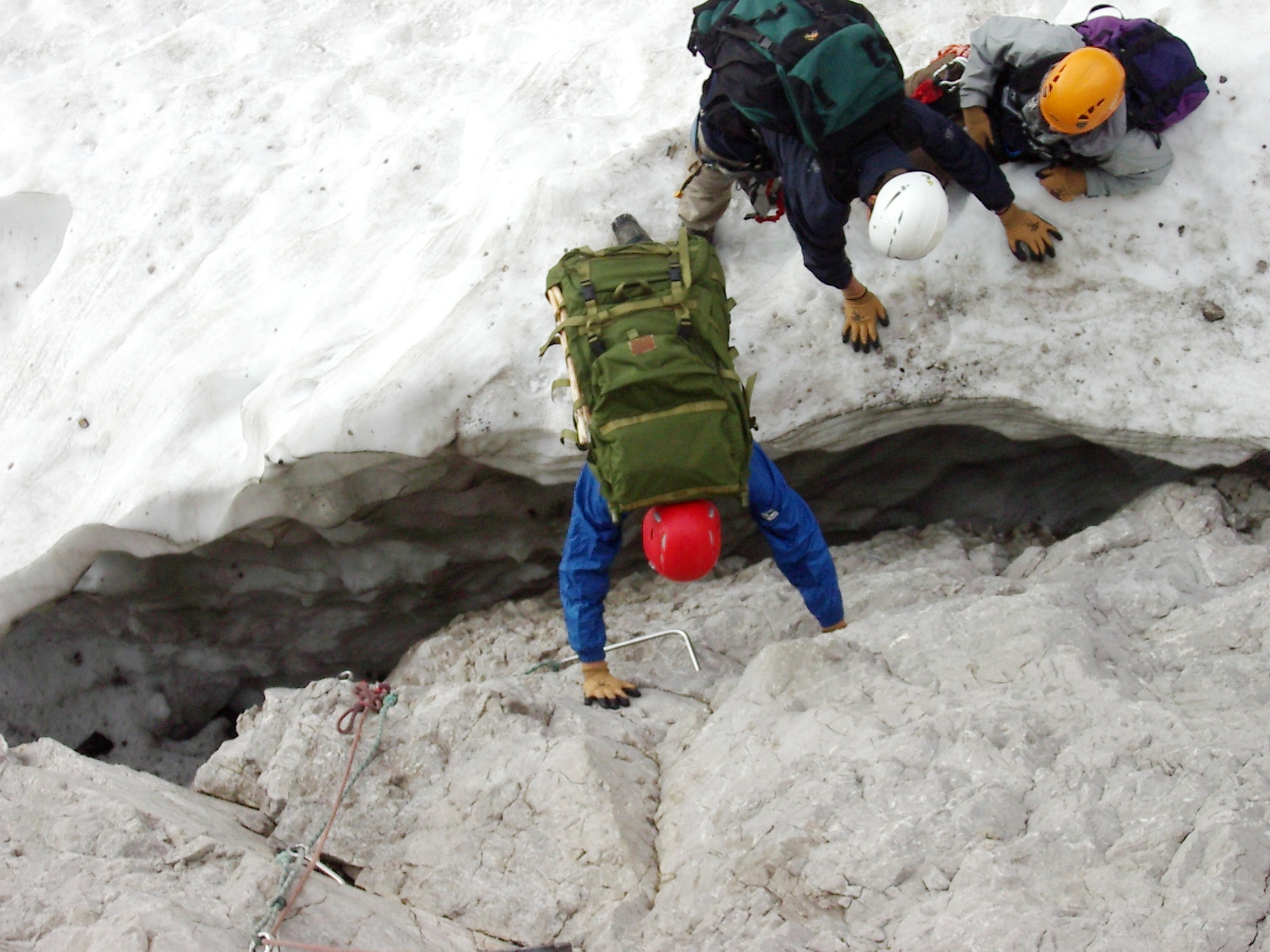
Hoellentalferner Randkluft Bergsteiger

Um randkluft é semelhante, mas não idêntico, a um bergschrund, que é o lugar em uma geleira de grande altitude onde a corrente de gelo em movimento se rompe do gelo estático da rocha criando uma grande rachadura. Diferentemente de um randkluft, um bergschrund tem duas paredes de gelo.

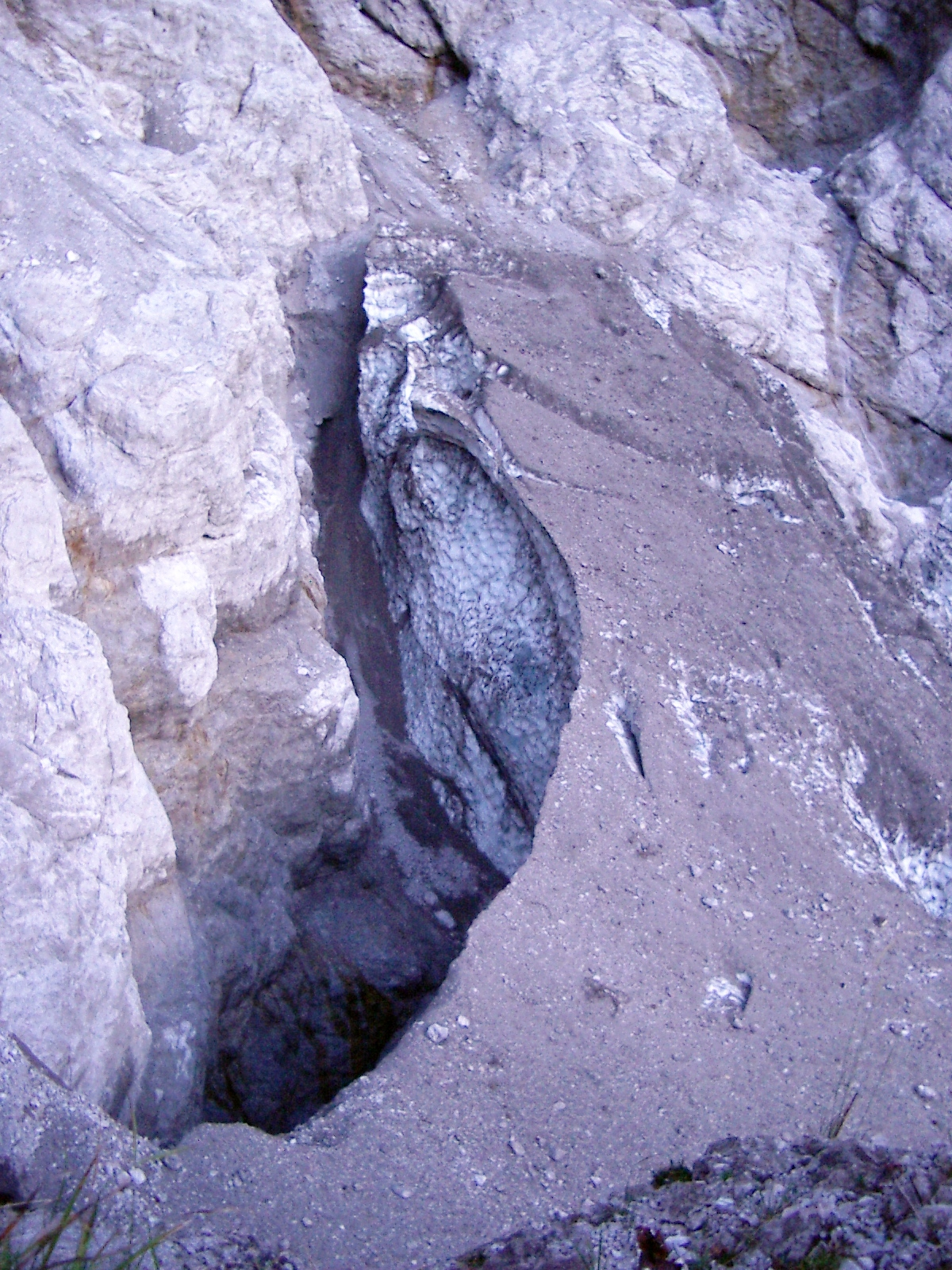
Randkluft watzmann